# Маскаренские удавы
Маскаренские удавы  или болиериды (лат. Bolyeriidae) — семейство змей.
Представители семейства имеют очень ограниченный ареал — маленький островок Раунд-Айленд (англ. Round Island) близ острова Маврикий. Раньше болиериды встречались и на Маврикии, но были истреблены там одичавшими свиньями (которые уничтожили на этом острове и нелетающего голубя дронта). Один из двух видов — многокилевая болиерия, в настоящее время считается вымершим.
Прежде болиерид включали в семейство удавов, поскольку у них также имеются оба лёгких (левое очень маленькое) и короноидная кость в нижней челюсти. Но другие важные черты строения заставляют считать болиерид особым семейством. У них полностью отсутствуют рудименты таза и задних конечностей, а верхнечелюстная кость разделена на две части — переднюю и заднюю, которые подвижно связаны между собой. Последняя черта свойственна из всех змей только болиеридам.

## Роды
В семейство входят два монотипных рода:
- † Болиерии (Bolyeria Gray, 1842) [1]
  - † Многокилевая болиерия (Bolyeria multocarinata) [1]
- Древесные маскаренские удавы (Casarea Gray, 1842) [1]
  - Древесный маскаренский удав (Casarea dussumieri) [1]